# Verbatim
Verbatim är ett företag som ägs av Mitsubishi och som tillverkar lagringsmedia som disketter, magnetband och CD- och DVD-skivor.